# Final Fantasy XII
Final Fantasy XII (ファイナルファンタジーXII, Fainaru Fantajī Tsuerubu) é um jogo eletrônico de RPG desenvolvido e publicado pela Square Enix exclusivamente para o PlayStation 2, sendo o décimo segundo título principal da série Final Fantasy. O jogo apresentou várias inovações como um novo sistema de batalha, câmera controlável, um sistema que permitia que os jogadores controlassem as ações de outros personagens e outro em que determinava quais habilidades e equipamentos seriam utilizados. Final Fantasy XII também inclui diversos elementos recorrentes da franquia, como monstro convocáveis e chocobos.
O jogo se passa no mundo de Ivalice, onde os impérios de Archadia e Rozarria estão travando uma guerra sem fim. O pequeno Reino de Dalmasca é pego no conflito entre as duas outras nações e é anexada por Archadia. A princesa Ashe cria um movimento de resistência e conhece Vaan, um jovem aventureiro que sonha em se tornar um pirata do ar no comando de sua própria aeronave. Eles rapidamente se juntam com outros aliados para enfrentar a tirania do Império Archadiano.
Final Fantasy XII foi lançado em 2006 e aclamado pela crítica, tendo vencido vários prêmios de "Melhor do Ano" em diversas categorias. Ele vendeu mais de 5,2 milhões de unidades mundialmente, sendo o quarto jogo mais vendido de 2006. Uma sequência chamada Final Fantasy XII: Revenant Wings foi desenvolvida no ano seguinte para Nintendo DS, enquanto uma remasterização para PlayStation 4 chamada Final Fantasy XII: The Zodiac Age foi lançada em 2017.

## Jogabilidade
Em Final Fantasy XII, o jogador controla o personagem em cena diretamente através de uma perspectiva em terceira pessoa, podendo interagir com pessoas, objetos e inimigos. O jogador pela primeira vez na série Final Fantasy também é capaz de controlar a câmera, permitindo uma visão 360° do ambiente. O jogador só consegue explorar cidades e vilarejos através da perspectiva do protagonista Vaan, porém qualquer um dos outros personagens pode ser controlado em campo aberto. O mundo de jogo é renderizado em escala aos personagens que o habitam; ao invés de ter uma caricatura de um personagem movendo-se por um terreno em miniatura, como era o caso em jogos anteriores da franquia, cada área é representada proporcionalmente. O jogador pode navegar pelo mundo a pé, montando um chocobo (aves galiformes recorrentes da série) ou com uma aeronave. O jogador consegue salvar seu progresso através de cristais ou portais de cristal espalhados pelo mundo, podendo também utilizar esses portais como meio de teletransporte entre diferentes lugares. Um bestiário está presente e fornece informações sobre o mundo de Final Fantasy XII.
O jogo reestruturou o sistema de ganho de gil, a moeda ficcional dos jogos Final Fantasy; a maioria dos inimigos deixam cair "espólios" ao invés de gil, que por sua vez podem ser vendidos em lojas. Isso se conecta com a nova mecânica de batalha que recompensa o jogador por derrotar um tipo específico de inimigo com espólios melhorados. Vender tipos diferentes de espólio também libera uma opção de bazar nas lojas, que fornece itens com preços menores ou exclusivos.

### Combate

No sistema Active Dimension Battle, os personagens podem se mover livremente e atacar assim que estão prontos. As linhas azuis indicam os alvos do jogador enquanto as vermelhas os alvos dos inimigos.

O sistema de "encontros randômicos" foi eliminado em Final Fantasy XI e continuou a ser usado em Final Fantasy XII; da mesma forma, a transição para uma tela de batalha separada também foi retirada. Ao invés disso os inimigos ficam visíveis no mundo de jogo antes de um confronto, com o jogador podendo escolher combatê-los ou não. As batalhas ocorrem em tempo real em um novo sistema chamado "Active Dimension Battle". O combate se inicia quando um membro do grupo se aproxima do alcance de um inimigo, se algum personagem ataca ou se algum evento de história força o confronto. Linhas de alvos conectando membros do grupo com os inimigos e vice-versa aparecem quando algum dos lados realiza uma ação; cores diferentes representam o tipo de ação. O jogador pode trocar de personagens e emitir comandos para aqueles que não está controlando no momento; até três personagens podem participar do grupo por vez, com personagens convidados sendo unicamente controlados pela inteligência artificial. Os comandos de batalha são iniciados através de uma série de menus, incluindo ataque, mágica e técnicas, névoa, estratagemas e itens. Personagens que são derrotados podem ser substituídos por outros, caso disponíveis.
Um novo elemento em Final Fantasy XII é o sistema de "estratagema", que permite que o jogador programe cada personagem para realizar uma comando específico em batalha em resposta a uma circunstância específica. O jogador pode estabelecer reações para diferentes estímulos em cada personagem. Cada estratagema consiste de três partes: um alvo, uma ação e uma prioridade. O alvo específica sobre qual aliado ou inimigo deve-se agir e a condição para que a ação seja aplicada. Por exemplo, "Aliado: PV < 70%" faz com que o alvo do personagem seja qualquer aliado cujos pontos de vida estejam abaixo de setenta por cento. A ação é o comando que será realizado no alvo, enquanto a prioridade determina qual estratagema deverá ser realizado caso vários estratagemas sejam acionados. Essas heurísticas guiam os personagens quando estes agem autonomamente, porém comandos dados pelo jogador sempre assumem prioridade.
O fenômeno da "névoa" presente no jogo é a principal fonte de energia que permite que os personagens realizem magias especiais convocáveis. Quando um monstro especial chamado de Esper é derrotado em batalha, este torna-se disponível ao jogador para ser chamado ao combate. Assim como em Final Fantasy X, as criaturas convocáveis tornaram-se participantes ativos, diferente dos ataques cinemáticos como nos jogos anteriores da série. Entretanto, Espers seguem estratagemas secretos e não respondem ao comando do jogador. O convocador permanece como um membro ativo do grupo capaz de atacar e se defender, não precisando deixar temporariamente o campo de batalha ou permanecer inativo enquanto a criatura convocável luta. Um Esper deixará o combate caso o próprio ou seu convocador sejam derrotados, se seu limite de tempo terminar ou se ele realizar um ataque especial. A névoa também serve como energia para os "Quickenings", um novo sistema de ataque "Limit Breaks" único comparado aos existentes nos títulos Final Fantasy anteriores. Os personagens aprendem Quickenings ao progredir através de painéis específicos da License Board. Ele podem aprender até três Quickenings cada, que são únicos para aquele personagem e podem ser juntados em grandes ataques combo chamados "Névoa em Cadeia". Se este ataque chegar a um determinado comprimento, um golpe final será iniciado para encerrar o ciclo.

### License Board
Os personagens Final Fantasy XII "sobem de nível" sempre quando adquirem um certo número de pontos de experiência ao derrotarem inimigos em combate; cada nível obtido aumenta as estatísticas dos personagens e melhora seu desempenho durante as batalhas. As estatísticas presentes no jogo incluem pontos de vida, a quantidade de dano que um personagem consegue aguentar; força, o poder dos ataques físicos; e magia, a potência dos ataques mágicos conjurados pelos personagens.
Além de subirem de nível, os jogadores também podem melhorar os personagens através do License Board, uma cadeia de painéis que contém "licenças" que permitem que um personagem realize determinadas ações. O tabuleiro é dividido em duas partes: a parte superior é formada por licenças de Mágica, Técnica, Acessório e Melhoramento (atributos e outras melhorias permanentes), enquanto a inferior é compostas por licenças de armas e armaduras. Um personagem precisa obter a licença correspondente ao gastar uma quantia de pontos a fim de poder utilizar certa magia, técnica ou peça de equipamento. Estes pontos de licença são ganhos em batalha junto com os de experiência. Assim como o sistema Sphere Grid de Final Fantasy X, todos os personagens podem obter todas as licenças do tabuleiro; entretanto, cada licença de Quickening ou Esper só pode ser ativada pelo personagem correto.

## Sinopse

### Mundo
Final Fantasy XII se passa no mundo de Ivalice durante uma época em que "mágica era algo comum" e "aeronaves enchiam os céus". Nesse período, o rico mineral magicite é usado na conjuração de feitiços e como combustível de aeronaves, uma das formas de transporte mais populares de Ivalice. A terra é divida em três continentes: Ordalia, Valendia e Kerwon. Ordalia forma a parte ocidental de Ivalice, com o Império Rozarriano estando localizado no meio de suas vastas planícies centrais, enquanto a parte leste é ocupada por um grande deserto. Valendia está no oriente e é dominada por planaltos exuberantes e sedia o Império Archadiano. Kerwon por sua vez fica ao sul e possui climas muito mais frios. No meio da Península Galteana de Ordalia entre os dois impérios está o pequeno Reino de Dalmasca, uma das várias nações menores de Ivalice que foram subjugadas por Archadia em sua guerra contra Rozarria.

### Personagens

Os personagens principais de Final Fantasy XII. Em pé, da esquerda para direita: Balthier, Ashe, Fran e Basch. Sentados: Vaan e Penelo.

Existem seis personagens jogáveis em Final Fantasy XII: Vaan, um órfão de Rabanastre que sonha em se tornar um pirata do ar; Ashe, uma determinada princesa de Dalmasca que perdeu seu pai e marido durante a invasão archadiana; Basch, um cavaleiro dalmasciano que caiu em desgraça ao ser acusado de traição por ter matado o rei; Balthier, um pirata do ar que tem sua própria aeronave chamada Strahl; Fran, parceira de Balthier e uma exilada de Viera cujo conhecimento incorpora lendas e mitos; e Penelo, uma amiga de infância de Vaan que o acompanha em sua jornada para "ficar de olho nele".
Dentre os personagens coadjuvantes estão aqueles vindos do Império Archadiano, governado pelo imperador Gramis da Casa Solidor. Seus filhos são o gênio militar Vayne e o carismático defensor da paz Larsa. Juízes Magistrados, mantenedores da lei archadiana, protegem a Casa Solidor e executam todos os comandos emitidos pela família imperial. As maravilhas tecnológicas do mundo como as aeronaves e nethicite sintético – uma forma de magicite que absorve Névoa – são graças ao pesquisador archadiano dr. Cid. A resistência contra o império inclui o cavaleiro dalmasciano Vossler; o marquês Halim Ondore IV, o narrador do jogo e governante da cidade flutuante de Bhujerba; Reddas, um pirata do ar vindo do porto de Balfonheim; e o príncipe Al-Cid Margrace do Império Rozarriano.

### Enredo
A princesa Ashe de Dalmasca e o príncipe Rasler de Nabradia se casam em um casamento arranjado enquanto o Império Archadiano avança contra os dois reinos. Rasler acaba morto na guerra e rei Raminas de Dalmasca é assassinado momentos depois de assinar um tratado de rendição.[carece de fontes?] O marquês Halim Ondore IV anuncia que capitão Basch foi sentenciado a morte pelo assassinato do rei e que a princesa Ashe foi tomada pela dor cometeu suicídio.
Dois anos depois, Vaan, uma criança de rua, ignora as objeções de sua amiga Penelo e se infiltra no Palácio de Rabanastre em Dalmasca durante um jantar em celebração da nomeação do príncipe Vayne Solidor de Archadia como consul. Na sala do tesouro ele encontra uma pedaço de magicite, um poderoso cristal mágico, porém é descoberto pelos piratas do ar Balthier e Fran. Os três escapam ao mesmo tempo que a força de resistência dalmasciana ataca o palácio, esbarrando nos esgotos com Amalia, líder da resistência, antes de serem capturados pelos archadianos. Eles são presos no calabouço da fortaleza de Nalbina e encontram Basch, que foi aprisionado mas não morto e afirma que foi seu irmão gêmeo Gabranth quem matou o rei. Os quatro conseguem escapar com a ajuda de Penelo e fogem para a cidade flutuante de Bhujerba.[carece de fontes?]
Em Bhujerba eles conhecem o príncipe Larsa Solidor, irmão mais novo de Vayne. Basch confronta o marquês sobre suas mentiras, porém o grupo acaba capturado e presos a bordo da aeronave Leviathan comandada pelo Juiz Ghis.[carece de fontes?] Lá eles reencontram Amalia, que revela ser a princesa Ashe. Ghis toma de Vaan a magicite, que é na verdade um artefato real de nethicite de Dalmasca. O grupo consegue escapar, porém Ashe planejava usar a magicite para provar sua identidade e assim eles formulam planos para recuperar outro pedaço de nethicite, o Estilhaço da Alvorada. Eles são bem sucedidos na tarefa, entretanto novamente são capturados por Ghis; ele tenta usar o Estilhaço da Alvorada em sua magia, porém o artefato explode e destrói toda a frota aérea, com o grupo conseguindo fugir em tempo do Leviathan.[carece de fontes?]
Eles se reencontram com Larsa, que procura alcançar um tratado de paz entre Archadia e Dalmasca. O grupo segue para Bur-Omisace a fim de encontrar o Grande Kiltias Anastasis, líder religioso de Ivalice, e pedir sua aprovação para que Ashe seja a nova rainha. Eles também conhecem Al-Cid Margrace, membro da família imperial do Império Rozarriano que deseja impedir um confronto entre seu país e Archadia e está em conversas com Larsa. Os planos falham quando Anastasis é morto por forças archadianas, com Vayne pouco depois ascendendo ao trono após a morte de seu pai.[carece de fontes?]
O grupo obtém a Espada dos Reis, capaz de destruir nethicite, e partem para Archadia a fim de libertar Larsa que foi levado embora a força.[carece de fontes?] Eles encontram o dr. Cid e este os direciona para Giruvegan já que é uma fonte de nethicite. Lá, apenas Ashe consegue entrar na área final e se encontrar com os criadores de nethicite, os imortais Occuria, que lhe dão a Espada do Tratado capaz de cortar novas peças de nethicite a partir da Sun-cryst, a fonte de toda nethicite e poder. A princesa também descobre que um dos Occuria desertou para poder colocar as "rédeas da História de volta nas mãos do Homem", o que levou Cid a criar magicite manufaturada para reduzir o poder relativo dos Occuria. A campanha de expansão de Archadia foi apenas um acobertamento para a captura dos estilhaços existentes de nethicite.
Ashe e o resto do grupo partem para a Torre de Pharos, a localização da Sun-cryst, porém ela decide não se vingar e ao invés disso destruir o artefato. O grupo encontra e derrota Cid e Gabranth, que admite ter matado o rei Raminas, em seguida destruindo o cristal.[carece de fontes?] Eles descobrem que a resistência dalmasciana está prestes a lançar um ataque contra Rabanastre, porém as forças archadianas incluem a fortaleza aérea Bahamut, movida por Névoa lançada pela destruição da Sun-cryst. O grupo se infiltra na aeronave e encontram Larsa tentando convencer seu irmão a abandonar seus planos de guerra. Eles conseguem derrotar Vayne e Venat, o Occuria desertor, com Ashe e Larsa anunciando o fim do conflito. Larsa torna-se o novo imperador de Archadia e Ashe a rainha de Dalmasca, Basch vira o protetor de Larsa,[carece de fontes?] enquanto Vaan e Penelo partem em direção de uma nova aventura.

## Desenvolvimento

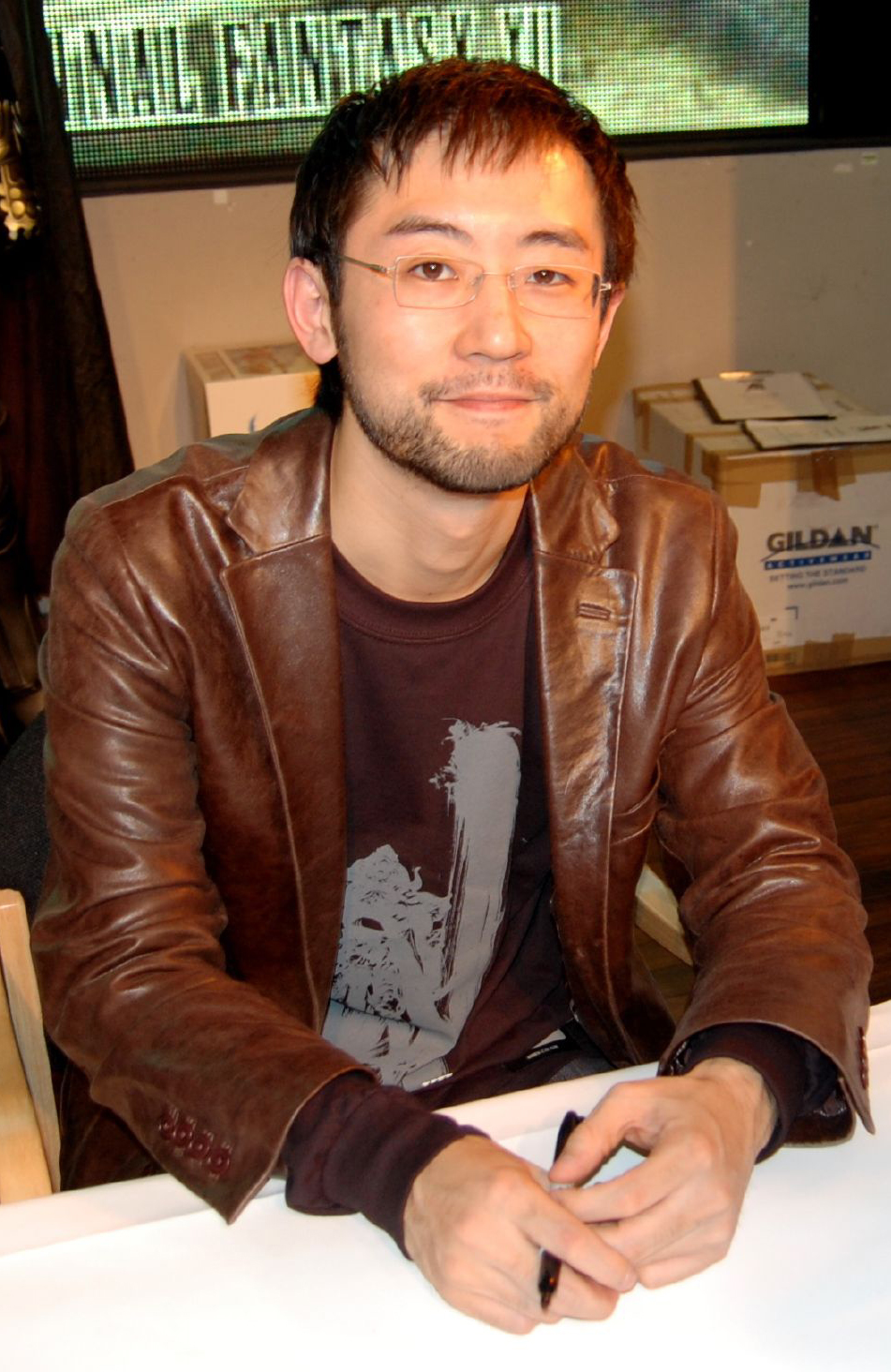
O diretor Hiroshi Minagawa.

O desenvolvimento de Final Fantasy XII começou em dezembro de 2000 e inicialmente foi chefiado por Yasumi Matsuno, diretor de Final Fantasy Tactics, e também Hiroyuki Ito, diretor de Final Fantasy XI. Matsuno criou o conceito original do título e seu enredo, porém foi forçado a abrir mão de suas funções em 2005 no meio da produção devido problemas de saúde. Como consequência a equipe de desenvolvimento foi reestruturada: a nova dupla de direção passou a ser Ito e Hiroshi Minagawa, enquanto Akitoshi Kawazu da série SaGa assumiu os deveres de produtor executivo. Hironobu Sakaguchi, criador da franquia Final Fantasy, ficou decepcionado pela saída de Matsuno e recusou-se a jogar o jogo além de sua introdução.
O desejo de distanciar-se de encontros randômicos estava presente desde o início do desenvolvimento. Essa vontade alimentou a criação do sistema "Active Dimension Battle" para que dessa forma os jogadores pudessem mover-se livremente entre batalha e exploração. Os estratagemas foi concebido bem no início do desenvolvimento como um meio de facilitar essa alteração. O projetista do sistema de combate Hiroshi Tomomatsu afirmou que ele gradualmente saiu de uma fórmula complexa e rígida em direção de uma forma mais flexível como vista no jogo final. Ito usou jogadas de futebol americano como inspiração para os estratagemas, em que cada membro da equipe possui uma função específica baseada nas condições e no objetivo final. Para o sistema de licenças ele explicou que "permissões" para realizar certas ações surgiu como uma extensão natural da sociedade rigidamente estruturada de Archadia, algo epitomado pelos Juízes.
Várias ideias e elementos para o jogo foram planejados nos estágios iniciais de desenvolvimento, porém eles acabaram cortados durante as fases finais por causa de certas restrições e limitações de hardware. Alguns desses incluíam a habilidade de um segundo jogador juntar-se à jogabilidade, permitindo um modo multijogador. Outra ideia que recebeu uma quantidade considerável de atenção foi a habilidade de recrutar personagens não jogáveis para juntarem-se em caçadas em grupo. A fase de desenvolvimento acabou demorando muito mais do que o esperado, causando atrasos, devido limitações técnicas do PlayStation 2 e a quantidade de personagens em tela que se juntavam ao grupo.
O desenho do jogo utilizou como inspiração uma mistura de países medievais do Mediterrâneo como demonstrado nos estilos arquitetônicos de muitos lugares de Ivalice e das muitas espécies que povoam a região. Hideo Minaba e Isamu Kamikokuryō, os dois diretores de arte de Final Fantasy XII, chegaram a visitar a Turquia, que foi uma das principais inspirações do estilo Mediterrâneo do mundo de jogo. Os desenvolvedores também utilizaram estilos e decorações vindas de outras partes do mundo como Índia e Nova Iorque. Um dos exemplos dessa influência é o uso de sânscrito em Bhujerba, como por exemplo  a aparição das palavras "svagatam" (bem vindo) e "parijanah" (guia). Minaba afirmou que a equipe tentou trazer também um pouco da cultura árabe para o desenho do jogo. A guerra é um dos principais temas de Final Fantasy XII e as cutscenes de batalha foram muito influenciadas pelos combates da Roma Antiga.
Basch originalmente seria o personagem principal do jogo, porém o foco eventualmente mudou para Vaan e Penelo quando estes dois foram criados mais adiante no processo de desenvolvimento. A equipe explicou que Vagrant Story, seu título anterior, tinha um "homem forte no seu auge" como protagonista e fora mal sucedido e impopular; a mudança em relação a Final Fantasy XII de um personagem "grande e forte" para um mais jovial foi decidida após os demográficos do público alvo terem sido considerados. Com a escolha do ator Kouhei Takeda para fazer a voz e captura de movimentos de Vaan, este ficou menos feminino e mais "ativo, para cima e positivo". Comentários foram feitos sobre as similaridades entre as criações do desenhista chefe de personagens Akihiko Yoshida e aquelas de Tetsuya Nomura, outro artista de personagens da Square Enix. Yoshida achou que as comparações surgiram a partir do estilo de core usados por ambos, que envolve consistência entre os personagens e o ambiente.
Miwi Shoda escreveu o argumento da história baseando-se nas cutscenes e no mundo de jogo que já haviam sido estabelecidos antes mesmo dela entrar na equipe. O roteirista Daisuke Watanabe pegou o enredo de Shoda e o transformou em um roteiro. Alexander O. Smith atuou como tradutor e produtor da localização para o inglês, tendo anteriormente trabalhado em Vagrant Story e Final Fantasy X. Ele preservou o sentido do texto em japonês e tomou a decisão de usar diferentes dialetos do inglês para reproduzir as diferenças regionais na pronunciação encontrada na versão original japonesa. Smith também tentou se distanciar da "leitura monótona" encontrada em trabalhos dublados realizados por diretores que tinham experiência em teatro. A localização também introduziu apoio para um formato de tela 16:9 e restaurou cenas que tinham sido cortadas do lançamento japonês, seja por motivos políticos ou para preservar a classificação indicativa como livre.
Final Fantasy XII foi reconhecido oficialmente pelo Guinness World Records como o jogo eletrônico de mais longo período de desenvolvimento da história até então, cinco anos desde 2001 até seu lançamento em 2006. Minagawa comentou em março de 2009 que o jogo passou tantos anos no processo de produção porque a equipe se dedicou à criação de ferramentas próprias para o desenvolvimento do título.

### Música

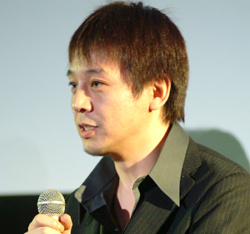
O compositor Hitoshi Sakimoto.

A música de Final Fantasy XII foi composta principalmente por Hitoshi Sakimoto, com contribuições adicionais de Hayato Matsuo em seis faixas e Masaharu Iwata em duas. Esta foi a primeira trilha sonora da série principal de Final Fantasy que não teve nenhuma contribuição orquestral de Nobuo Uematsu, que deixou a Square Enix em 2004 e apenas compôs a canção tema "Kiss Me Good-Bye", interpretada por Angela Aki. Uematsu percebeu que o estilo de Aki ao tocar o teclado e cantar lhe lembrava seu ídolo de infância Elton John, sendo este um dos motivos dele ter escolhido ela para o trabalho. Aki foi abordada sobre a canção três anos antes do jogo ser lançado. Ela escreveu a letra e a baseou em "uma cena de uma nova jornada após uma despedida", um sentimento que ela teve depois de ouvir a melodia de Uematsu, sendo encorajada pelo compositor a não limitar sua letra no que ela pensava que os produtores queriam. Sakimoto foi trazido para o projeto pelo produtor executivo Yasumi Matsuno cinco meses antes do jogo ser oficialmente anunciado. Ele teve dificuldades em seguir os passos de Uematsu, porém decidiu criar uma trilha única à sua própria maneira, mas mesmo assim citou o compositor veterano como sua maior influência.
Sakimoto não se encontrou com Uematsu para lhe dar alguma direção na criação da música e também tentou evitar copiar o estilo do outro compositor nas trilhas Final Fantasy anteriores. Entretanto, ele tentou garantir que seu próprio estilo combinasse com "Kiss Me Good-Bye" e a visão geral da série. A trilha mesmo assim inclui vários temas compostos por Uematsu para jogos anteriores, porém com arranjos novos feitos por Sakimoto. Essas faixas incluem "Final Fantasy ~FFXII Version~" (Final Fantasy ~FFXIIバージョン~, Final Fantasy ~FFXII Bājon~), "Victory Fanfare ~FFXII Version~" (勝利のファンファーレ ~FFXIIバージョン~, Shōri no Fanfāre ~FFXII Bājon~), "Chocobo FFXII Arrange Ver. 1" (チョコボFFXIIアレンジVer.1, Chokobo FFXII Arenji Ver.1), "Chocobo ~FFXII Version~" (チョコボ ~FFXIIバージョン~, Chokobo ~FFXII Bājon~) e "Clash on the Big Bridge ~FFXII Version~" (ビッグブリッジの死闘 ~FFXIIバージョン~, Biggu Burijji no shitō ~FFXII Bājon~). Todas essas com exceção da última são peças recorrentes de quase todos os jogos da série; "Clash on the Big Bridge" toca durante a batalha contra Gilgamesh, assim como em Final Fantasy V. Sakimoto criou a música baseado na atmosfera do jogo e nas mudanças emocionais dos personagens ao invés de na história, para que dessa forma a trilha não fosse afetada por possíveis mudanças no desenvolvimento.
Dois álbuns promocionais foram lançados contendo porções da trilha sonora de Final Fantasy XII e músicas promocionais: Symphonic Poem "Hope" e The Best of the Final Fantasy XII Soundtrack, respectivamente nos dias 1 e 15 de março de 2006. O álbum com a trilha sonora completa foi lançado em 31 de maio. Ele é formado por quatro CDs com cem faixas, incluindo peças promocionais que não estão presentes no jogo final. Um CD single de "Kiss Me Good-Bye" estreou em 15 de março. Uma edição limitada contendo um DVD com o vídeo clipe também foi lançada. Uma versão resumida da trilha também foi criada, possuindo 31 faixas e "Kiss Me Good-Bye".

## Divulgação

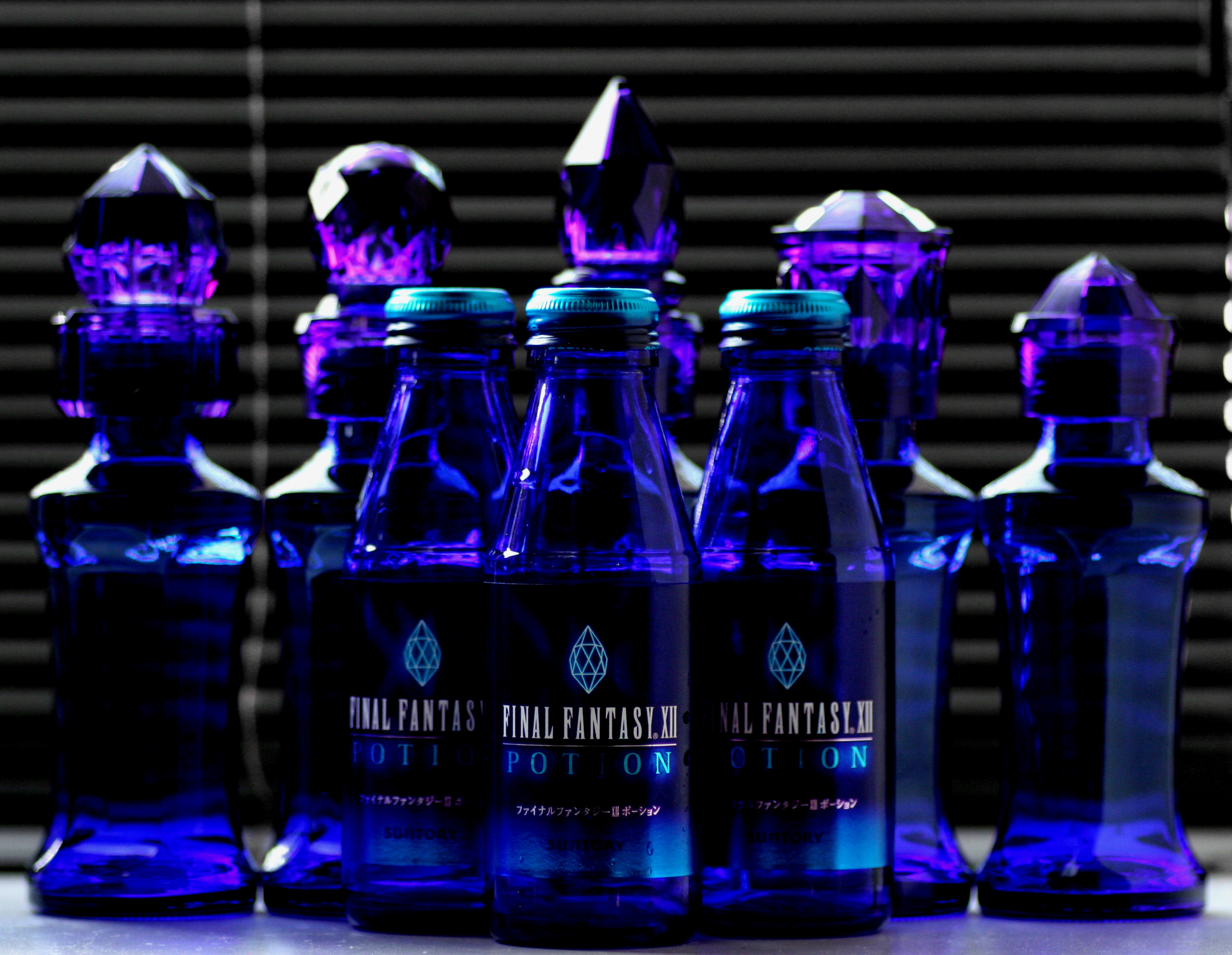
Garrafas de Final Fantasy XII Potions.

A Sony Computer Entertainment do Japão lançou em 16 de março de 2006 um pacote especial de Final Fantasy XII que vinha com um console PlayStation 2 tematizado, um controle DualShock 2 padrão e uma cópia do jogo. A fabricante japonesa Hori também lançou cartões de memória tematizados no dia da estreia do jogo, com adesivos dos personagens também sendo incluídos. A empresa de periféricos Logicool criou uma edição especial de um controle de Final Fantasy XII. A cervejaria Suntory produziu a Final Fantasy XII Potion, uma bebida que tinha ingredientes como geleia real, camomila, sálvia, tomilho e manjerona. As bebidas foram disponibilizadas comercialmente no Japão de maneira limitada em 7 de março de 2006.
A Studio BentStuff publicou três livros guia da série Ultimania para o jogo: Final Fantasy XII Battle Ultimania e Final Fantasy XII Scenario Ultimania ambos no dia 16 de junho, e Final Fantasy XII Ultimania Ω em 24 de novembro de 2006. O primeiro contém descrições e análises do novo sistema de combate e seus componentes, além de entrevistas com os desenvolvedores. O segundo descreve as fases do jogo, perfis dos personagens e das áreas de Ivalice, entrevistas com os desenvolvedores e detalhes sobre cada locação. O último guia inclui entrevistas com os dubladores, um resumo de toda a história de Final Fantasy XII com perfis de personagens adicionais, uma coleção de artes conceituais e ilustrações, um guia completo de como vencer o jogo e uma novela escrita por Benny Matsuyama. Uma outra edição chamada Final Fantasy XII International Zodiac Job System Ultimania foi lançada em 6 de setembro de 2007 como um guia para a versão internacional do título.
Uma "Edição de Colecionador" foi disponibilizada através das lojas GameStop e EB Games para o lançamento norte-americano. Essa versão inclui o jogo original dentro de uma caixa metálica e um disco bônus que contém entrevistas com os desenvolvedores, uma galeria de arte, os trailers e um pequeno documentário chamado History of Final Fantasy, que resume brevemente o passado e futuro da franquia. Também foram lançados bonecos dos personagens Vaan, Ashe, Balthier e Gabranth.

## Recepção

### Vendas
Final Fantasy XII vendeu mais de 1,7 milhões de cópias durante sua primeira semana de lançamento no Japão, quase o mesmo número que Final Fantasy X teve no mesmo período tempo. O relatório da Square Enix afirmou que o jogo vendeu mais de 2,38 milhões de unidades no Japão nas duas semanas depois de seu lançamento em 16 de março. Final Fantasy XII vendeu 1,5 milhões de cópias em sua primeira semana de vendas na América do Norte. Ele foi o quarto jogo mais vendido no PlayStation 2 no ano de 2006. O título já tinha vendido mais de 5,2 milhões de unidades em março de 2007, com esse número chegando em seis milhões em novembro de 2009.

### Crítica
Final Fantasy XII foi aclamado pela crítica especializada, conseguindo um índice de aprovação de 92/100 no agregador Metacritic. Ele foi o sexto jogo da franquia Final Fantasy a conseguir uma nota perfeita de 40/40 na revista japonesa Famitsu, e o primeiro título da série no PlayStation 2 a alcançar tal pontuação. A revista elogiou o jogo por seus gráficos, jogabilidade e o sentimento de algo novo que trouxe para Final Fantasy como um todo. Luke Albiges da Eurogamer elogiou as transições homogêneas entre os segmentos em full motion video e imagens renderizadas em tempo real, enquanto a equipe da IGN escolheu Final Fantasy XII como um dos jogos com melhor estilo artístico. A revista Newtype USA escolheu o título como seu "Jogo do Mês" em novembro de 2006, elogiando seus gráficos, jogabilidade e história, chamando-o de "o melhor RPG já lançado em qualquer plataforma Sony".
Greg Kasavin da GameSpot elogiou o sistema de estratagemas e licenças como um meio inovativo e profundo do jogador controlar os personagens, porém ao mesmo tempo os criticou como muito complicados e difíceis de se ajustar, especialmente para jogadores novatos da série. Ele também criticou algumas idas e vindas de diferentes lugares como tediosas, porém elogiou como "excelente" a dublagem. Jeremy Dunham da IGN afirmou que a história e a direção artística eram ricas, algo mostrado através da "enorme profundidade dos personagens". Ele gostou do fato dos estratagemas não deixarem o jogo jogar-se sozinho, dizendo que o sistema não funcionava sem a presença do jogador. Entretanto, Dunham escreveu que a música, apesar de "ainda extremamente forte" por conta própria, era uma das trilhas mais fracas da série.
O produtor executivo Akitoshi Kawazu ficou muito feliz com as notas positivas que Final Fantasy XII recebeu, especialmente a nota máxima da Famitsu, porém admitiu que não achava que o jogo era perfeito. Ele sentiu que o enredo não cumpriu com as expectativas de alguns fãs, com o próprio expressando frustrações e arrependimentos sobre a história, citando as diferenças criativas entre os membros da equipe vindos de Final Fantasy Tactics e PlayOnline como um dos motivos para isso.
Final Fantasy XII foi nomeado como o melhor jogo de PlayStation 2 e o melhor RPG por vários meios especializados, incluindo a GameSpot, GameSpy e IGN. A Edge e a Famitsu o elegeram como o Jogo do Ano. O Japan Game Awards de 2006 concedeu a Final Fantasy XII o "Grande Prêmio" e o "Prêmio de Excelência", enquanto no PlayStation Awards ele venceu o "Prêmio Dupla Platina". O jogo também foi indicado em categorias como melhor RPG, história, direção de arte, desenho de personagens e música na Interactive Achievement Awards, Game Developers Choice Awards, BAFTA Video Game Awards e Spike Video Game Awards.

## Legado
Uma versão internacional com o nome de Final Fantasy XII International Zodiac Job System foi anunciada pela Square Enix em 10 de maio de 2007. Ela foi lançada exclusivamente no Japão em 9 de agosto como parte das celebrações de vinte anos da franquia Final Fantasy. Esta versão inclui novas licenças do License Board baseadas em signos do zodíaco, uma revisão no sistema de batalha como um todo, novos personagens convidados e monstros convocáveis que podem ser controlados diretamente pelo jogador. Além disso, o jogo vem com a localização norte-americana e o suporte para o formato de tela 16:9 e um disco bônus baseado no mesmo lançado na América do Norte. Há ainda uma opção de "Novo Jogo+", "Novo Jogo–" (onde os personagens não ganham experiência) e "Modo de Provação", em que o jogador pode caçar monstros em cem mapas diferentes para ganhar itens e dinheiro.
Uma sequência direta chamada Final Fantasy XII: Revenant Wings exclusiva para o Nintendo DS foi lançada em 2007, se passando um ano depois dos eventos do jogo original e acompanhando as aventuras de Vaan e Penelo como piratas do ar. Um spin-off chamado Fortress seria um jogo de ação que se passaria após a história de Revenant Wings, porém ele acabou cancelado pela Square Enix seis meses depois do início de seu desenvolvimento. Uma remasterização em alta definição de International Zodiac Job System chamada de Final Fantasy XII: The Zodiac Age foi anunciada em junho de 2016 para lançamento mundial em algum momento de 2017 no PlayStation 4, contendo uma trilha sonora regravada e melhor performance técnica.